# Каллом (Иллинойс)
Каллом (англ. Cullom) — деревня в округе Ливингстон штата Иллинойс, США. Место рождения знаменитого американского химика Арнольда Бекмана. В 2000 г., население Каллома составляло 563 человека.